# Niushe Labyrinthus
Il Niushe Labyrinthus è una formazione geologica della superficie di Titano.